# 日本国憲法第52条
日本国憲法 第52条（にほんこく（にっぽんこく）けんぽう だい52じょう）は、日本国憲法の第4章にある条文で、国会の常会について規定している。

## 条文
日本国憲法、e-Gov法令検索。

第五十二条国会の常会は、毎年一回これを召集する。

## 解説
本条を受けて、国会法では、常会について、「毎年一月中に召集するのを常例とする。」とされ（同法2条）、会期は150日間（同法10条）、会期延長は1回のみ可能（同法12条2項）とされている。 

## 沿革

### 大日本帝国憲法
東京法律研究会 p.10

第四十一條帝國議會ハ毎年之ヲ召集ス

### GHQ草案
「GHQ草案」、国立国会図書館「日本国憲法の誕生」。

#### 日本語
第四十七条国会ハ少クトモ毎年一囘之ヲ召集スヘシ

#### 英語
Article XLVII.The Diet shall convene at least once in every year.

### 憲法改正草案要綱
「憲法改正草案要綱」、国立国会図書館「日本国憲法の誕生」。

第四十七国会ハ少クトモ毎年一囘之ヲ召集スルコト

### 憲法改正草案
「憲法改正草案」、国立国会図書館「日本国憲法の誕生」。

第四十八条国会の常会は、毎年一囘これを召集する。